# 13 Block
13 Block est un groupe de hip-hop français de Sevran, en Seine-Saint-Denis. Formé en 2012, il est composé de Stavo, Zed, Zefor et OldPee, tous originaires du quartier des Beaudottes à Sevran. Le groupe est inspiré par la drill de Chicago et la trap d'Atlanta.

## Biographie

### Origines et débuts
Les quatre membres du groupe sont originaires du même quartier de Sevran, la commune étant un foyer important de nouveaux artistes de la scène rap en France des années 2010. Avant de se réunir, ils faisaient partie d'un collectif local appelé 93Gang. Leur premier titre en commun date de décembre 2012 et se nomme Comment accepter.

### Reconnaissance
Le groupe va par la suite sortir quelques titres de manière épisodique avant de sortir leur quatrième projet intitulé Triple S en avril 2018. La mixtape va connaître un certain succès et va permettre au groupe d'effectuer de nombreuses collaborations au cours de l'année 2018 avec des artistes comme Dosseh. Quelque temps après la sortie du projet, le groupe se sépare du label HotDefff Records qui les produisait depuis leur premier projet. Ils finissent par sortir leur premier album studio intitulé BLO le 26 avril 2019 porté par des titres comme CR ou Fuck le 17. Ces deux titres atteignent respectivement la 88e et la 25e place des charts dans les semaines qui suivent la sortie de l'album. BLO est certifié disque d’or le 24 février 2020. Depuis 2018, les membres du groupe font de plus en plus de collaborations en solo avec d'autres artistes.
Le groupe a annoncé sur ses réseaux sociaux la sortie d'un second album studio intitulé BLO II, prévu pour le 27 novembre 2020.
Dans BLO II, la participation de Maes, Zola, Niska, SCH ou encore PLK permettent de vendre 7 834 albums dès la première semaine.

## Polémiques

### Novembre 2019: Clip Fuck le 17
Le 1er novembre 2019, le groupe publie sur YouTube le clip de leur chanson Fuck le 17 présente sur leur album BLO sorti en avril 2019. Cette chanson est une critique violente de la police et une polémique éclate des suites du buzz provoqué par le clip. Le groupe est accusé de promouvoir la « haine anti-flic » par de nombreuses personnalités politiques.Cependant, le morceau reste un succès commercial, devenant l'un des plus gros hit du groupe francilien.

## Membres
Stavo, anciennement DeTess puis Deusté, est d'origine congolaise-angolaise. Il a grandi à la Roseraie, dans le quartier des Beaudottes à Sevran.
Zed, de son vrai prénom Malcolm, est d'origine congolaise, et est natif de Sevran.
Zefor est d'origine camerounaise et ivoirienne, et est natif de Sevran.
OldPee, également connu sous le nom de Sidikey, est né à Paris, d'origine martiniquaise et congolaise. Il emménage à 8 ans à la Roseraie, dans le quartier des Beaudottes.

## Discographie

### Singles
- 2017 : Wario ;
- 2017 : Vous le savez ;
- 2017 : Investir (avec Pon2mik et Lyrrix) ;
- 2017 : Gobelets ;
- 2017 : Ville 2 ;
- 2017 : Vide ;
- 2017 : Somme ;
- 2017 : Essaye ;
- 2018 : Mood ;
- 2018 : Balayer ;
- 2018 : GTI Freestyle ;
- 2018 : Zidane ;
- 2019 : Faut que ;
- 2019 : Amis d'avant ;
- 2019 : Petit cœur ;
- 2020 : Tieks (avec Niska) ;
- 2020 : Babi.

### Apparitions
- 2015 : Kaaris - Vie sauvage avec 13 Block (Le Bruit de mon âme) ;
- 2016 : Ninho - Verre avec 13 Block (sur la mixtape I.S.P.A.C 2) ;
- 2016 : Cheu-B - Pesos avec 13 Block (sur la mixtape Welcome to Skyland) ;
- 2016 : Alkpote - Ultrapute avec 13 Block (Les Marches de l'Empereur) ;
- 2017 : Da Uzi - C’est le même thème avec 13 Block (La D en Personne) ;
- 2018 : Alkpote - A/R avec 13 Block (Les Marches de l'Empereur) ;
- 2018 : Dosseh - Papillon avec 13 Block ;
- 2018 : Dabs - Dinero avec 13 Block ;
- 2018 : Maes - Weed avec Zed (sur l'album Pure) ;
- 2018 : Myth Syzer - Massacre avec OldPee (sur la mixtape Bisous mortels) ;
- 2018 : Myth Syzer - Oups avec Zed, Zefor (sur la mixtape Bisous mortels) ;
- 2019 : Seth Gueko -  Cookies avec 13 Block (sur l'album Destroy) ;
- 2019 : Ikaz Boi - Code 46 avec Olazermi, Stavo (sur l'album Brutal 2) ;
- 2019 : Ikaz Boi - Place Vendôme avec OldPee (sur l'album Brutal 2) ;
- 2019 : Ikaz Boi - Alfred avec Zefor (sur l'album Brutal 2) ;
- 2019 : Hamza - Clic clac avec 13 Block (sur la réédition de l'album Paradise) ;
- 2019 : Kims La Rafale - Impala avec 13 Block  ;
- 2019 : Le A - Fumée avec OldPee (sur la mixtape Insomnie)  ;
- 2020 : Booba - Jauné avec Zed ;
- 2020 : ALP - Plavon avec Stavo (sur la mixtape Jefe) ;
- 2020 : Le Juiice - Buvance avec Stavo (sur la mixtape Jeune CEO) ;
- 2020 : Zesau - Anarchie (Remix) avec Freeze Corleone, Stavo (sur l’album D.E.L) ;
- 2020 : Freeze Corleone - Numérologie avec Stavo (sur l’album LMF) ;
- 2020 : GLK - Grillé avec 13 Block (sur l'album Indécis Part. 2) ;
- 2020 : Koba LaD - Coffre Plein avec Maes, Zed (sur l'album Détail) ;
- 2020 : C.O.R - Jamais vu avec 13 Block (sur la mixtape Rue de Madrid) ;
- 2020 : Le A - Pas là avec OldPee (sur la mixtape Insomnie : La face cachée) ;
- 2020 : Dinos - Judas avec Zikxo, Zefor (sur l’album Stamina,) ;
- 2020 : Luv Resval - Kurt avec Zefor (sur l’album Étoile noire : Nébuleuse) ;
- 2020 : Soolking avec 13 Block - On ira (sur l'album Vintage) ;
- 2021 : Hamza - Réel avec Zed (sur l'album 140 BPM 2) ;
- 2021 : Benab - P2 avec Zed (sur l'album Au clair de la rue Part. 2) ;
- 2021 : Maes - Mardi Gras avec Zed, Tiakola (sur l’album Réel vie 3.0) ;
- 2022 : Moha MMZ - Galères avec Zed (sur l’album Euphoria) ;
- 2022 : Nessbeal - Encore avec Landy, Zed (sur l’album Zonard des étoiles).